# 高分专项工程
中国高分辨率对地观测系统（简称高分专项）是中国国家中长期科学和技术发展规划纲要（2006年至2020年）的16个重大科技专项之一。该系统将统筹建设基于卫星、平流层飞艇和飞机的高分辨率对地观测系统，完善地面资源，并与其他观测手段结合，形成全天候、全天时、全球覆盖的对地观测能力，由天基观测系统、临近空间观测系统、航空观测系统、地面系统、应用系统等组成，于2010年经过国务院批准启动实施。国家国防科技工业局作为该专项的牵头组织单位，在发改委、科技部、财政部等十余家专项领导小组成员单位的支持下，共同负责该专项工程的组织和管理。
2022年12月9日，高分专项工程空间段建设任务全面完成。

## 实施规划

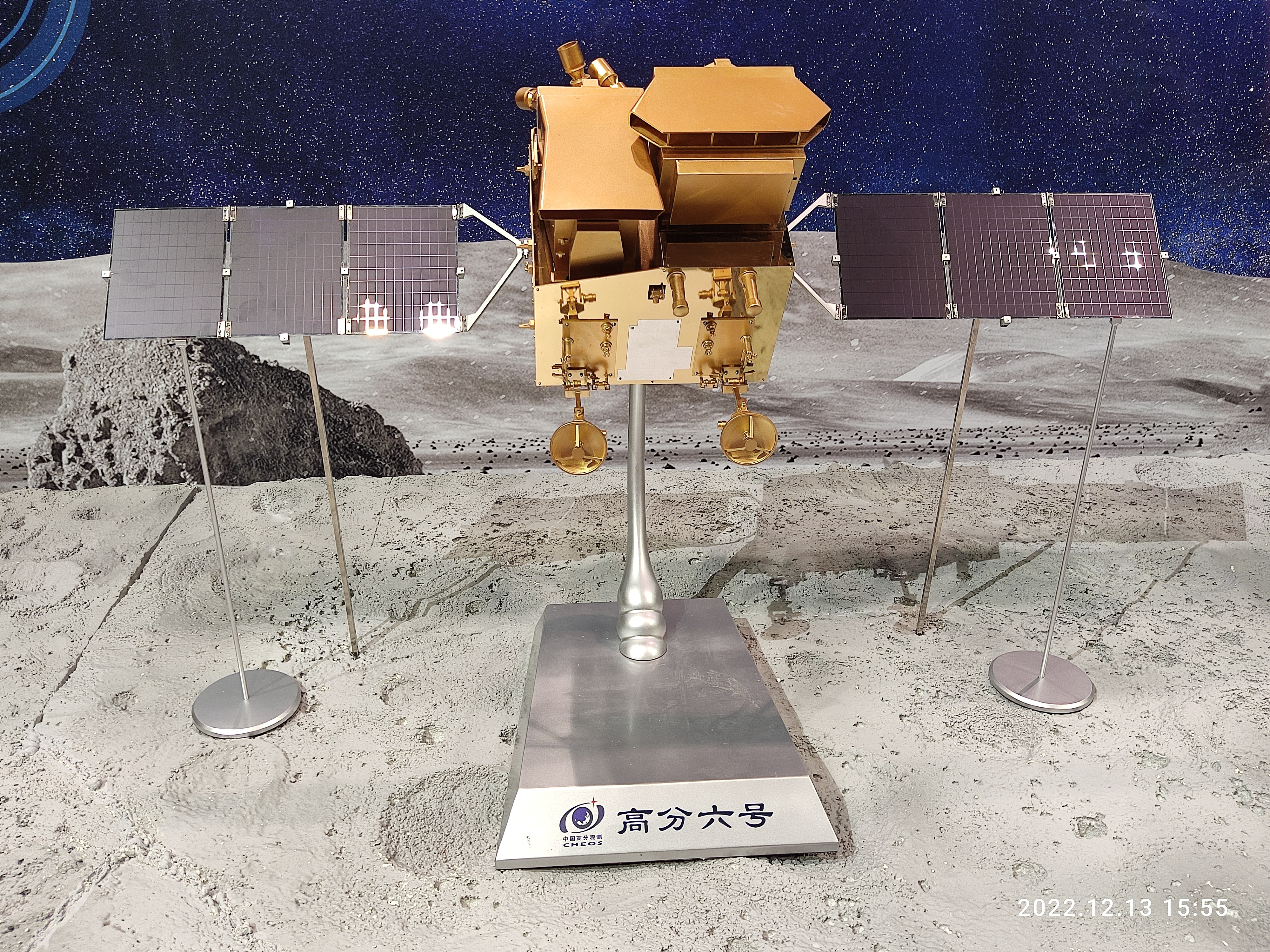
高分六号卫星模型

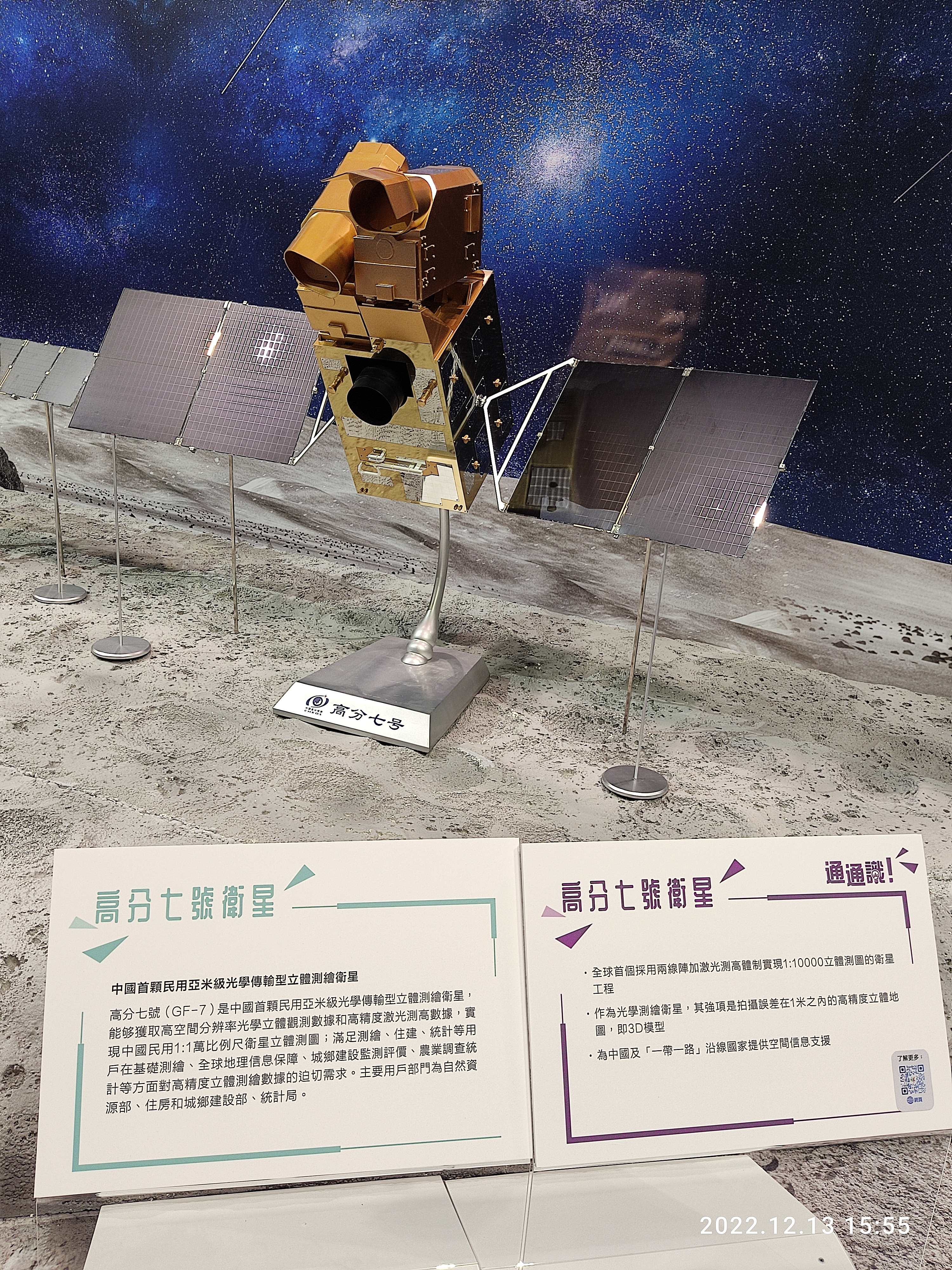
高分七号卫星模型

“高分专项”是一个非常庞大的遥感技术项目，包含至少9颗卫星和其他观测平台，分别编号为“高分一号”到“高分九号”，于2013年开始陆续研制发射新型卫星并投入使用，至2020年前后建成全系统。高分系列卫星覆盖了从全色、多光谱到高光谱，从光学到雷达，从太阳同步轨道到地球同步轨道等多种类型，构成了一个具有高空间分辨率、高时间分辨率和高光谱分辨率能力的对地观测系统。十一五期间重点实施的内容和目标分别是：重点发展基于卫星、飞机和平流层飞艇的高分辨率先进观测系统；形成时空协调、全天候、全天时的对地观测系统；建立对地观测数据中心等地面支撑和运行系统，提高空间数据自给率，形成空间信息产业链。

### 高分一号
2013年4月26日12时13分04秒，高分一号在酒泉卫星发射中心用长征二号丁运载火箭成功发射，此次任务还搭载发射了装载于荷兰研制的两个卫星分配器中的三颗微小卫星，三颗微小卫星分别由土耳其、阿根廷、厄瓜多尔研制。
高分一号卫星是高分专项的首发星，主要用户部门为国土资源部、环境保护部、农业部，同时还将为中国其他十余个用户部门和有关区域提供示范应用服务。该星是中国首颗设计、考核寿命要求大于5年的低轨遥感卫星；实现在同一颗卫星上高分辨率和宽幅成像能力的结合，将在国土资源调查、环境监测、精准农业等方面发挥重要作用。
2018年3月31日11时22分，高分一号02星、03星和04星在太原卫星发射中心由长征四号丙运载火箭成功发射。

### 高分二号
2014年8月19日11时15分，高分二号在太原卫星发射中心用长征四号乙运载火箭成功发射，此次任务还搭载发射了一颗波兰小卫星。
高分二号卫星是高分专项首批启动立项的重要项目之一，是中国自主研制的首颗空间分辨优于1米的民用光学遥感卫星，观测幅宽达到45公里，具有米级空间分辨率（1米全色和4米多光谱）、高辐射精度、高定位精度和快速姿态机动能力，主要用户为国土资源部、住房和城乡建设部、交通运输部、林业局，同时还将为其他用户部门和有关区域提供示范应用服务。

### 高分三号
2016年8月10日6时55分，高分三号在太原卫星发射中心用长征四号丙运载火箭成功发射，为高分专项唯一一颗合成孔径雷达卫星，整星重2.8吨，有效载荷占1.4吨（50％），创下中国低轨遥感卫星平台载荷比的最大纪录；在轨设计寿命8年，是中国首颗长寿命设计的低轨遥感卫星；天线长15米，太陽能板展开后，整个卫星的长度达18米，是中国第一颗大尺度、大翼展卫星。
高分三号性能在多個領域在中国乃至世界領先，改变中国卫星数据严重依赖进口的现状。該星為中国自主研制的首颗全极化合成孔径雷达卫星，它能同时发射、接收C频段水平波和垂直波而且具备1米高分辨率，是世界上分辨率最高的多极化C频段合成孔径雷达卫星。高分三号亦是世界上成像模式最多的合成孔径雷达卫星，具有12种工作模式，可以满足探测陆地或观察海洋、多种尺寸、普查或详细探查等不同的任务需求。高分三号卫星提供万瓦级功率，為中国首颗单次连续成像时间达到近小时量级的合成孔径雷达卫星。
該星同时為海洋三號監視監測衛星的試驗星。
2021年11月23日7时45分，高分三号02星在酒泉卫星发射中心由长征四号丙运载火箭发射成功，02星与01星组网运行，以提高海上船舶观测和海上突发事件监测能力。
2022年4月7日7时47分，高分三号03星在酒泉卫星发射中心由长征四号丙运载火箭发射成功，卫星用于获取高分辨率SAR图像。

### 高分四号
高分四号为地球静止轨道上的光学遥感卫星，配置有目前中国口径最大的面阵凝视相机、首次研制的大面阵红外探测器，具有普查、凝视、区域、机动巡查四种工作模式，全色多光谱相机分辨率优于50米、单景成像幅宽优于500千米，中波红外相机分辨率优于400米、单景成像幅宽优于400千米，能夠對目標區域長期觀測，是中国第一颗地球静止轨道对地观测卫星及三轴稳定遥感卫星，更是目前世界上空間分辨率最高、幅寬最大的地球同步軌道遙感衛星。2015年12月29日，在西昌卫星发射中心成功发射升空，在軌設計壽命8年。

### 高分五号
高分五号装有高光谱相机和多部大气环境和成分探测设备，可以间接测定PM2.5的气溶胶探测仪。2018年5月9日2時28分由長征四號丙運載火箭在太原衛星發射中心發射並進入太陽同步軌道。2021年9月7日11时01分，高分五号02星在太原卫星发射中心由长征四号丙运载火箭发射成功。2022年12月9日2时31分，高分五号01A卫星在太原卫星发射中心由长征二号丁运载火箭发射升空，高分专项工程空间段建设任务全面完成。

### 高分六号
是高分专项天基系统中兼顾普查与详查能力、具有高度机动灵活性的低軌高分辨率光学卫星。高分六号的载荷性能与高分一号相似，组网实现了对中国陆地区域2天的重访观测。2018年6月2日12时13分，中国在酒泉卫星发射中心用长征二号丁运载火箭成功发射。

### 高分七号
高分七号主載荷雙線陣相機为高分辨率空间立体测绘卫星。就是两台线阵推扫成像相机，位置一前一后，分别是前视相机和后视相机，为地球拍摄出清晰立体的图像。該衛星於2019年11月3日11时22分發射。

### 高分八号
2015年6月26日14时22分，高分八号卫星在中国太原卫星发射中心成功发射升空，卫星顺利进入预定轨道。高分八号卫星是高分辨率对地观测系统国家科技重大专项安排的光学遥感卫星，主要应用于国土普查、城市规划、土地确权、路网设计、农作物估产和防灾减灾等领域，可为“一带一路”建设等提供信息保障。高分八号卫星和执行此次发射任务的长征四号乙运载火箭由中国航天科技集团公司负责研制。

### 高分九号
是高解析度對地觀測系統國家科技重大專項安排的光學遙感衛星。2015年9月14日12時42分，在酒泉衛星發射中心用長征二號丁運載火箭，成功將高分九號衛星送入軌道。2020年5月31日16时53分，在酒泉卫星发射中心长征二号丁运载火箭成功将高分九号02星送入轨道。2020年6月17日15时19分，在酒泉卫星发射中心长征二号丁运载火箭成功将高分九号03星送入轨道。2020年8月6日12时01分，在酒泉卫星发射中心长征二号丁运载火箭成功将高分九号04星送入轨道。2020年8月23日10时27分，在酒泉卫星发射中心长征二号丁运载火箭成功将高分九号05星送入轨道。

### 高分十号
是高解析度對地觀測系統國家科技重大專項安排的微波遙感衛星。2016年9月1日，高分十號在太原衛星發射中心由長征四號丙運載火箭搭載，發射失敗。2019年10月5日，高分十號進行第二次發射，此次發射順利進入預定軌道。

### 高分十一号
是高解析度對地觀測系統國家科技重大專項安排的光學遙感衛星。2018年7月31日11时0分，高分十一号在太原卫星发射中心由长征四号乙运载火箭发射成功。2020年9月7日13时57分，高分十一号02星在太原卫星发射中心由长征四号乙运载火箭发射成功，02星是光学遥感卫星，地面像元分辨率最高可达亚米级，主要用于国土普查、城市规划、土地确权、路网设计、农作物估产和防灾减灾等领域，可为“一带一路”建设等提供信息保障。。2021年11月20日9时51分，高分十一号03星在太原卫星发射中心由长征四号乙运载火箭发射成功。2022年12月27日15时37分，高分十一号04星在太原卫星发射中心由长征四号乙运载火箭发射成功。2024年7月19日11时03分，高分十一号05星在太原卫星发射中心由长征四号乙运载火箭发射成功，这是高分十一号最后一颗卫星。

### 高分十二号
是高解析度對地觀測系統國家科技重大專項安排的微波遙感衛星。2019年11月28日07时52分，高分十二号在太原卫星发射中心由长征四号丙运载火箭发射成功。2021年3月31日6时45分，高分十二号02星在酒泉卫星发射中心由长征四号丙运载火箭发射成功。2022年6月27日23时46分，高分十二号03星在酒泉卫星发射中心由长征四号丙运载火箭发射成功。2023年8月21日01时45分，高分十二号04星在酒泉卫星发射中心由长征四号丙运载火箭发射成功。

### 高分十三号
是高轨光学遥感卫星，主要用于国土普查、农作物估产、环境治理、气象预警预报和综合防灾减灾等领域，可为国民经济发展提供信息服务；是中国中高轨道高分辨率对地观测技术第二颗卫星。2020年10月12日0时57分，高分十三号在西昌卫星发射中心由长征三号乙运载火箭发射成功。2023年3月17日16时33分，高分十三号02星在西昌卫星发射中心由长征三号乙运载火箭发射成功。

### 高分十四号
是光学立体测绘卫星，可获取全球范围高精度立体影像，测制大比例尺数字地形图，生产数字高程模型、数字表面模型和数字正摄影像图等产品，将提供基础地理信息保障。2020年12月6日11时58分，高分十四号在西昌卫星发射中心由长征三号乙运载火箭发射成功。这是高分卫星工程收官任务。

## 卫星列表
| 序号   | 卫星           | COSPAR ID | 卫星目录序号 | 发射时间                       | 发射地点         | 火箭                            | 轨道             | 状态   |
| ------ | -------------- | --------- | ------------ | ------------------------------ | ---------------- | ------------------------------- | ---------------- | ------ |
| 1      | 高分一号       | 2013-018A | 39150        | 2013年4月26日 12时13分04.505秒 | 酒泉卫星发射中心 | 长征二号丁运载火箭 （遥十八）   | 太阳同步轨道     | 运行中 |
| 2      | 高分二号       | 2014-049A | 40118        | 2014年8月19日 11时15分04.947秒 | 太原卫星发射中心 | 长征四号乙运载火箭 （遥二十七） | 太阳同步轨道     | 运行中 |
| 3      | 高分八号       | 2015-030A | 40701        | 2015年6月26日 14时22分04.731秒 | 太原卫星发射中心 | 长征四号乙运载火箭 （遥三十）   | 太阳同步轨道     | 运行中 |
| 4      | 高分九号       | 2015-047A | 40894        | 2015年9月14日 12时42分         | 酒泉卫星发射中心 | 长征二号丁运载火箭 （遥二十一） | 太阳同步轨道     | 运行中 |
| 5      | 高分四号       | 2015-083A | 41194        | 2015年12月29日 0时04分04.262秒 | 西昌卫星发射中心 | 长征三号乙运载火箭 （遥三十七） | 地球静止轨道     | 运行中 |
| 6      | 高分三号       | 2016-049A | 41727        | 2016年8月10日 6时55分25.077秒  | 太原卫星发射中心 | 长征四号丙运载火箭 （遥十九）   | 太阳同步轨道     | 运行中 |
| 不適用 | 高分十号       | 不適用    | 不適用       | 2016年9月1日 02时55分          | 太原卫星发射中心 | 长征四号丙运载火箭 （遥二十二） | 太阳同步轨道     | 失败   |
| 7      | 高分一号02星   | 2018-031A | 43259        | 2018年3月31日 11时22分08.332秒 | 太原卫星发射中心 | 长征四号丙运载火箭 （遥二十六） | 太阳同步轨道     | 运行中 |
| 8      | 高分一号03星   | 2018-031B | 43260        | 2018年3月31日 11时22分08.332秒 | 太原卫星发射中心 | 长征四号丙运载火箭 （遥二十六） | 太阳同步轨道     | 运行中 |
| 9      | 高分一号04星   | 2018-031D | 43262        | 2018年3月31日 11时22分08.332秒 | 太原卫星发射中心 | 长征四号丙运载火箭 （遥二十六） | 太阳同步轨道     | 运行中 |
| 10     | 高分五号       | 2018-043A | 43461        | 2018年5月9日 2时28分40.544秒   | 太原卫星发射中心 | 长征四号丙运载火箭 （遥二十）   | 太阳同步轨道     | 已失效 |
| 11     | 高分六号       | 2018-048A | 43484        | 2018年6月2日 12时13分04.336秒  | 酒泉卫星发射中心 | 长征二号丁运载火箭 （遥二十）   | 太阳同步轨道     | 运行中 |
| 12     | 高分十一号     | 2018-063A | 43585        | 2018年7月31日 11时0分04.927秒  | 太原卫星发射中心 | 长征四号乙运载火箭 （遥三十七） | 太阳同步轨道     | 运行中 |
| 13     | 高分十号       | 2019-066A | 44622        | 2019年10月5日 02时51分         | 太原卫星发射中心 | 长征四号丙运载火箭 （遥三十三） | 太阳同步轨道     | 运行中 |
| 14     | 高分七号       | 2019-072A | 44703        | 2019年11月3日 11时22分         | 太原卫星发射中心 | 长征四号乙运载火箭 （遥三十八） | 太阳同步轨道     | 运行中 |
| 15     | 高分十二号     | 2019-082A | 44819        | 2019年11月28日 07时52分        | 太原卫星发射中心 | 长征四号丙运载火箭 （遥二十四） | 太阳同步轨道     | 运行中 |
| 16     | 高分九号02星   | 2020-034B | 45625        | 2020年5月31日 16时53分         | 酒泉卫星发射中心 | 长征二号丁运载火箭 （遥五十一） | 太阳同步轨道     | 运行中 |
| 17     | 高分九号03星   | 2020-039A | 45794        | 2020年6月17日 15时19分04.327秒 | 酒泉卫星发射中心 | 长征二号丁运载火箭 （遥五十二） | 太阳同步轨道     | 运行中 |
| 不適用 | 高分多模卫星   | 2020-042A | 45856        | 2020年7月3日 11时10分          | 太原卫星发射中心 | 长征四号乙运载火箭 （遥四十三） | 太阳同步轨道     | 运行中 |
| 18     | 高分九号04星   | 2020-054A | 46025        | 2020年8月6日 12时01分54.278秒  | 酒泉卫星发射中心 | 长征二号丁运载火箭 （遥五十六） | 太阳同步轨道     | 运行中 |
| 19     | 高分九号05星   | 2020-058A | 46232        | 2020年8月23日 10时27分04.117秒 | 酒泉卫星发射中心 | 长征二号丁运载火箭 （遥五十七） | 太阳同步轨道     | 运行中 |
| 20     | 高分十一号02星 | 2020-064A | 46396        | 2020年9月7日 13时57分04.918秒  | 太原卫星发射中心 | 长征四号乙运载火箭 （遥四十六） | 太阳同步轨道     | 运行中 |
| 21     | 高分十三号     | 2020-071A | 46610        | 2020年10月12日 0时57分04.250秒 | 西昌卫星发射中心 | 长征三号乙运载火箭 （遥六十三） | 地球静止轨道     | 运行中 |
| 22     | 高分十四号     | 2020-092A | 47231        | 2020年12月6日 11时58分14.250秒 | 西昌卫星发射中心 | 长征三号乙运载火箭 （遥七十）   | 太阳同步轨道     | 运行中 |
| 23     | 高分十二号02星 | 2021-026A | 48079        | 2021年3月31日 6时45分          | 酒泉卫星发射中心 | 长征四号丙运载火箭 （遥三十六） | 太阳同步轨道     | 运行中 |
| 24     | 高分五号02星   | 2021-079A | 49122        | 2021年9月7日 11时01分          | 太原卫星发射中心 | 长征四号丙运载火箭 （遥四十）   | 太阳同步轨道     | 运行中 |
| 25     | 高分十一号03星 | 2021-107A | 49492        | 2021年11月20日 09时51分        | 太原卫星发射中心 | 长征四号乙运载火箭 （遥五十二） | 太阳同步轨道     | 运行中 |
| 26     | 高分三号02星   | 2021-109A | 49495        | 2021年11月23日 07时45分        | 酒泉卫星发射中心 | 长征四号丙运载火箭 （遥三十七） | 太阳同步轨道     | 运行中 |
| 27     | 高分三号03星   | 2022-035A | 52200        | 2022年4月7日 07时47分          | 酒泉卫星发射中心 | 长征四号丙运载火箭 （遥三十八） | 太阳同步轨道     | 运行中 |
| 28     | 高分十二号03星 | 2022-069A | 52912        | 2022年6月27日 23时46分         | 酒泉卫星发射中心 | 长征四号丙运载火箭 （遥四十六） | 太阳同步轨道     | 运行中 |
| 29     | 高分五号01A星  | 2022-165A | 54640        | 2022年12月9日 02时31分         | 太原卫星发射中心 | 长征二号丁运载火箭 （遥四十五） | 太阳同步轨道     | 运行中 |
| 30     | 高分十一号04星 | 2022-176A | 54818        | 2022年12月27日 15时37分        | 太原卫星发射中心 | 长征四号乙运载火箭 （遥五十五） | 太阳同步轨道     | 运行中 |
| 31     | 高分十三号02星 | 2023-036A | 55912        | 2023年3月17日 16时33分         | 西昌卫星发射中心 | 长征三号乙运载火箭 （遥九十）   | 地球同步转移轨道 | 运行中 |
| 32     | 高分十二号04星 | 2023-123A | 57654        | 2023年8月21日 01时45分         | 酒泉卫星发射中心 | 长征四号丙运载火箭 （遥五十六） | 太阳同步轨道     | 运行中 |
| 33     | 高分十一号05星 | 2024-130A |              | 2024年7月19日 11时03分         | 太原卫星发射中心 | 长征四号乙运载火箭 （遥五十八） | 太阳同步轨道     | 运行中 |
| 34     | 高分十二号05星 | 2024-186A | 61571        | 2024年10月16日 07时45分        | 酒泉卫星发射中心 | 长征四号丙运载火箭 （遥五十九） | 太阳同步轨道     | 运行中 |

## 工程应用
高分专项卫星数据已为国土土地利用调查，矿产资源开发现状调查与监测，环保大气环境和水环境监测，农业作物估产和长势监测，水利洪涝灾害监测及水利设施监测，统计农业生产监测，地震灾害监测等行业部门应用，以及北京、河北、新疆等城市精细化管理，中小城镇开发现状监测，区域经济作物监测等区域应用发挥了重要作用。高分二号卫星投入使用后，将与在轨运行的高分一号卫星相互配合，进一步完善高分专项建设，推动高分辨率卫星数据应用，为土地利用动态监测、矿产资源调查、城乡规划监测评价、交通路网规划、森林资源调查、荒漠化监测等行业和首都圈等区域应用提供服务支撑。
2014年8月16日，中国国家国防科技工业局对外发布高分一号卫星观测和拍摄成像的一组高分辨率图片，这组图像是以反映自然地理地貌特征为主题，主要选用8米和16米分辨率多光谱图像，以国际遥感专业技术领域中常用的标准假彩色合成。由国防科工局重大专项工程中心和中国科学院遥感与数字地球研究所提供的高分一号卫星图像共10幅，命名为《巡天遥看神州美，重彩高分山水情》，分别包括新疆昌吉州呼图壁县山谷“大地的‘肌肉’”、吐鲁番鄯善县罗布泊镇“大地在‘倾听’”、甘肃酒泉阿克塞县附近“大地的‘年轮’”、敦煌附近“游弋在戈壁滩上的‘水母’”、青海湖畔东北角“湖中之‘吻’”、甘肃庆阳市正宁县崇山峻岭“山河相间显‘秋颜’”、陕西延安黄陵县洛河“高原九曲十八弯”、山东东营河口区海滩“海滩利用展宏图”、新疆和田墨玉县“沙漠中的绿洲”、山西长治市附近“大地上的‘红叶’”。
2014年9月29日，中国国家国防科技工业局对外公布中国首批亚米级高分辨率卫星影像图，充分展示了高分二号卫星在国土资源监测、矿产资源开发、城市精细化管理、灾区恢复重建等众多方面的广泛应用潜力。首批高分二号卫星影像图综合考虑了地域分布、地物类型、目标关注度和高分二号卫星主要用户部门测试与示范应用需求等因素，共发布1米全色、4米多光谱、1米全色与4米多光谱融合3类15幅，包括北京市区、上海市区、哈尔滨市区、兰州市区、银川市区、克拉玛依市区和昆仑山天池、云南省鲁甸灾区、辽宁省营口港、山西省宁武矿区等卫星影像。该批图像纹理清晰、层次分明、信息丰富。